# Hans Petri
Pour les articles homonymes, voir Petri.
Alfred Hans Petri (23 septembre 1877 à Berlin - 5 mars 1945 à Lager Neuendorf) est un General der Infanterie allemand au sein de la Heer dans la Wehrmacht au cours de la Seconde Guerre mondiale.

## Biographie
Petri est le fils d'un capitaine prussien du corps du génie (de). Après son éducation dans le corps des cadets, il s'engagea le 7 mars 1896 comme sous-lieutenant dans le 15e régiment d'infanterie (de) de l'armée prussienne.
Pendant la Première Guerre mondiale, Petri reçoit le 28 octobre 1918 la plus haute distinction prussienne pour bravoure, l'ordre Pour le Mérite, pour ses actions en tant que chef de bataillon dans le 99e régiment d'infanterie (de). Petri a en outre décoré des deux classes de la croix de fer ainsi que de l'insigne des blessés en or pour un total de cinq blessures. Après la fin de la guerre, il combat dans un corps franc en Haute-Silésie et s'engage dans la Reichswehr. Il y travaille au ministère de la Défense du Reich et comme commandant du 8e régiment (prussien) d'infanterie à Francfort-sur-l'Oder. Le 30 septembre 1931, il est retiré du service actif avec le titre de lieutenant-général.
Général en retraite depuis le 30 septembre 1931 et trop âgé pour prendre une part active pendant la Seconde Guerre mondiale, Hans Pétri est successivement commandant de la 402e division de remplacement du 25 octobre 1939 au 1er février 1940, puis commandant de la 272. Infanterie-Division du 7 juin au 5 octobre 1940, puis commandant de la 192e division de remplacement du 5 octobre 1940 au 1er avril 1942. Du 1er avril au 31 mai 1942, il est mis en réserve de l'OKH, pour être mis à la retraite le 31 mai 1942en retraite.
Hans Petri est capturé par les forces d’occupations alliées et se suicide le 3 mars 1945 pendant sa captivité.

## Promotions
| 01/11/30 | Generalmajor                                                    |
| 30/09/31 | Generalleutnant honoraire                                       |
| 27/08/39 | General der Infanterie honoraire                                |
| 01/02/41 | General der Infanterie honoraire et Generalleutnant der reserve |
| 01/04/42 | General der Infanterie der reserve                              |

## Décorations
- Croix de fer (1914)
  - 2e classe
  - 1re classe
- Croix de chevalier de l'Ordre royal de Hohenzollern avec glaives
- Pour le Mérite (28 octobre 1918)

## Sources
Bibliographie
- (de) Walther-Peer Fellgiebel (2000) Die Träger des Ritterkreuzes des Eisernen Kreuzes 1939-1945, Friedburg, Allemagne : Podzun-Pallas.  (ISBN 3-7909-0284-5)
- Veit Scherzer (2007). Ritterkreuzträger 1939–1945 Die Inhaber des Ritterkreuzes des Eisernen Kreuzes 1939 von Heer, Luftwaffe, Kriegsmarine, Waffen-SS, Volkssturm sowie mit Deutschland verbündeter Streitkräfte nach den Unterlagen des Bundesarchives. Jena, Allemagne: Scherzers Miltaer-Verlag.  (ISBN 978-3-938845-17-2).

Références
1. ↑  Josef Folttmann, Hanns Müller: Opergang der Generale: die Verluste der Generale und Admirale und der im gleichen Dienstrang Stehenden sonstigen Offiziere und Beamten im Zweiten Weltkrieg. Bernard & Graefe, 1953, S. 42. (eingeschränkte Vorschau Online).

Liens externes
- (de) Hans Petri sur lexikon-der-wehrmacht